# The Uptown Residences
 (mai 2023).
Si vous disposez d'ouvrages ou d'articles de référence ou si vous connaissez des sites web de qualité traitant du thème abordé ici, merci de compléter l'article en donnant les références utiles à sa vérifiabilité et en les liant à la section « Notes et références ».

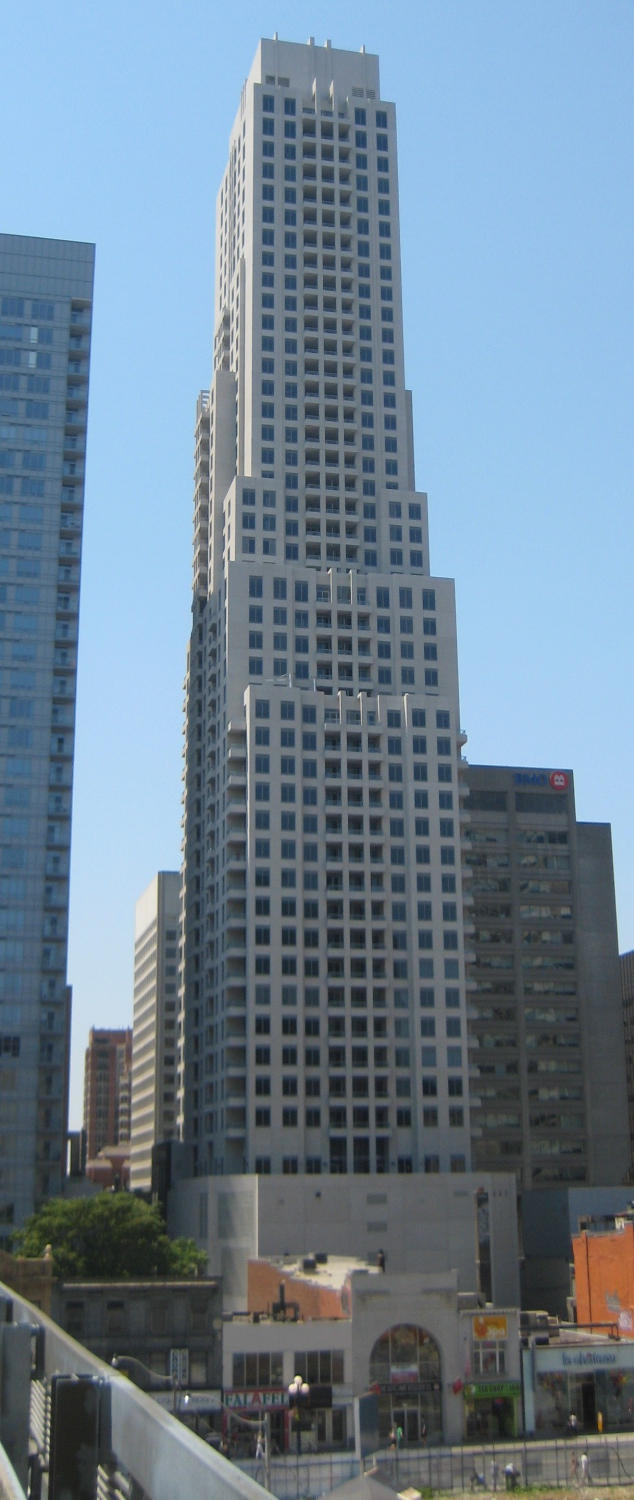
The Uptown Residences, rue Balmuto.

The Uptown Residences est un gratte-ciel résidentiel d'inspiration Art déco situé dans le centre-ville de Toronto, en Ontario, au Canada. Situé à proximité de Yonge and Bloor, dans le quartier de Yorkville, il se trouve au 35 de la rue Balmuto, à l'angle de la rue Bloor. Construit à l'emplacement du Uptown Theatre, salle de cinéma historique de Toronto, il a été achevé en 2011.
L'immeuble, d'une hauteur de 158 mètres, comporte 48 étages et 305 appartements.